# 앨런 리
앨런 리(영어: Alan Lee, 1947년 8월 20일 ~ )는 잉글랜드의 삽화가다. J. R. R. 톨킨의 판타지 소설에서 영감을 받은 영화 각색작인 "반지의 제왕"과 "호빗"의 컨셉트 디자인 작업을 한 것으로 가장 잘 알려져 있다.